# Exploding Atoms
Exploding Atoms je hra pro počítače Sinclair ZX Spectrum a kompatibilní (například Didaktik). Jedná se o hru českého původu, autorem je Pavel Tichý, který ji napsal pod přezdívkou Omikron software. Vydavatelem hry byla společnost Proxima - Software v. o. s., hra byla vydána v roce 1992 jako součást souboru her Mah Jongg.
Hru tvoří hrací pole, na kterém jsou umístěny atomy. Hráč může přidávat elektrony buď svým nebo volným atomům. Přidáním elektronu volnému atomu si ho hráč přivlastní. Pokud atom dosáhne nadkritického množství elektronů, vybuchne a jeho elektrony se rozletí a přidají se k jiným atomům. Tímto způsobem se elektrony mohou přidat i k atomům protihráče a tak si je může hráč přivlastnit. Pokud po výbuchu atomu jiný atom dosáhne nadkritického počtu elektronů, také vybuchne. Takto mohou vznikat řetězové reakce. Vítězem hry je hráč, kterému se podaří přivlastnit si všechny atomy.
Hra umožňuje hru jednoho hráče proti počítači a hru dvou hráčů.